# Connan Mockasin

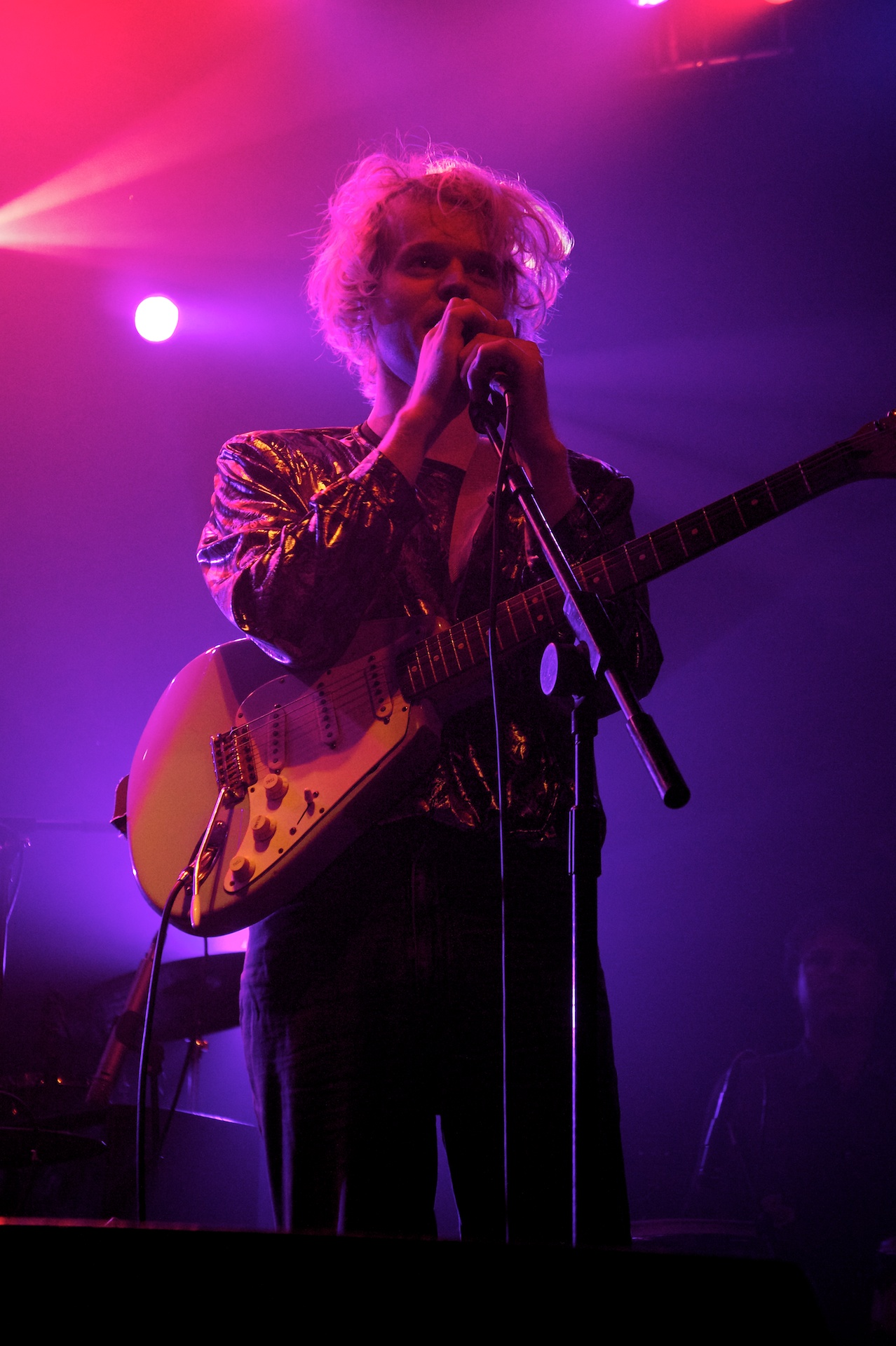
Connan Mockasin im Jahr 2011

Connan Mockasin (* 1983 in Te Awanga, Neuseeland, bürgerlich Connant Tant Hosford) ist ein neuseeländischer Psychedelic-Rock-Musiker und -Komponist.

## Biographie
Erstmals wurde Mockasin einer breiteren Öffentlichkeit bekannt, als dieser mit seiner Musikgruppe Connan and the Mockasins, die er im Jahr 2004 gründete, – die Namensgebung begründet sich anhand der Tatsache, dass Mockasin angeblich ein gewisses Talent zur Herstellung von Mokassins besitzt – aus Neuseeland kommend, sich in London musikalisch betätigt. In dieser Zeit erfolgt die Veröffentlichung des Albums, Naughty Hollidays sowie diverser Singles. Aufgrund von Unzufriedenheiten hinsichtlich finanzieller und künstlerischer Aspekte in seinem Umfeld, löst Mockasin die Band auf und kehrt im Jahr 2007 an seinen Heimatort Te Awanga in Neuseeland zurück und betätigt sich fortan unter seinem neuen Künstlernamen Connan Mockasin als Solokünstler.
Mit auffordernder Unterstützung durch seine Mutter, veröffentlichte Mockasin im Jahr 2010, nachdem er sich an diversen Projekten als Musiker beteiligt hat, sein erstes Soloalbum Please Turn Me into the Snat, welche Platz 39 der neuseeländischen Albumcharts belegte. Bereits ein Jahr später folgt die erneute Auflage des Albums, ergänzt durch Bonusmaterial, unter dem Namen Forever Dolphin Love. Im Jahr 2013 veröffentlicht Mockasin sein zweites Soloalbum Caramel.
Im Jahr 2016 veröffentlicht Connan Mockasin gemeinsam mit Samuel Eastgate – Pseudonym Sam Dust – als Projekt Soft Hair, auf dem Label Weird World Records das gleichnamige Album Soft Hair, sowie eine Singleauskopplung aus diesem mit dem Namen Lying Has to Stop.
Im Jahr 2018 veröffentlicht Connan Mockasin sein drittes Album, welches den Titel Jassbusters trägt.

## Diskografie (Auswahl)

### AlsConnan Mockasin

#### Alben
- 2010: Please Turn Me into the Snat (Selbstveröffentlichung)
- 2011: Forever Dolphin Love (Phantasy Sound und Because Music)
- 2013: Caramel (Phantasy Sound, Because Music und Mexican Summer)
- 2018: Jassbusters (Mexican Summer)
- 2021: Jassbusters Two (Mexican Summer)

#### Singles und EPs
- 2011: Faking Jazz Together (Because Music, Phantasy Sound)
- 2011: Forever Dolphin Love (Because Music, Phantasy Sound)
- 2012: Forever Dolphin Love 2 (Because Music, Phantasy Sound)
- 2013: Live at La Cigale, Paris 25th March 2012 (Because Music, Phantasy Sound)
- 2013: I’m the Man, That Will Find You (Because Music, Phantasy Sound)
- 2015: Connan Mockasín Et Devonté Hynes Myths 001 (Mexican Summer)
- 2016: Forever Dolphin Love (Phantasy Sound)

### MitAde & Connan Mockasin
- 2021: It's Just Wind (Mexican Summer)

### MitSoft Hair
- 2016: Soft Hair (Domino Records)

### MitConnan and the Mockasins
- 2004: Naughty Holidays (Selbstveröffentlichung)
- 2004: Sneaky Sneaky Dogfriend (EMI)
- 2006: Uuu It’s Teasy (Rhythm Method)